# Coacalco de Berriozábal
Coacalco de Berriozábal è un comune del Messico, situato nello stato di Messico.